# آدونیس نیلی
آدونیس نیلی (نام علمی: Polyommatus bellargus) نام یک گونه از تیره پرنیان‌بالان است. رنگ بال‌های این گونه آبی آسمانی درخشان است. آدونیس نیلی در منطقه جغرافیایی دیرین شمالگانی (وابسته به ناحیهٔ زیست جغرافی که شامل اروپا و بخشی از آفریقای شمالی و آسیا می‌شود) زندگی می‌کند.